# دروازه قزوین

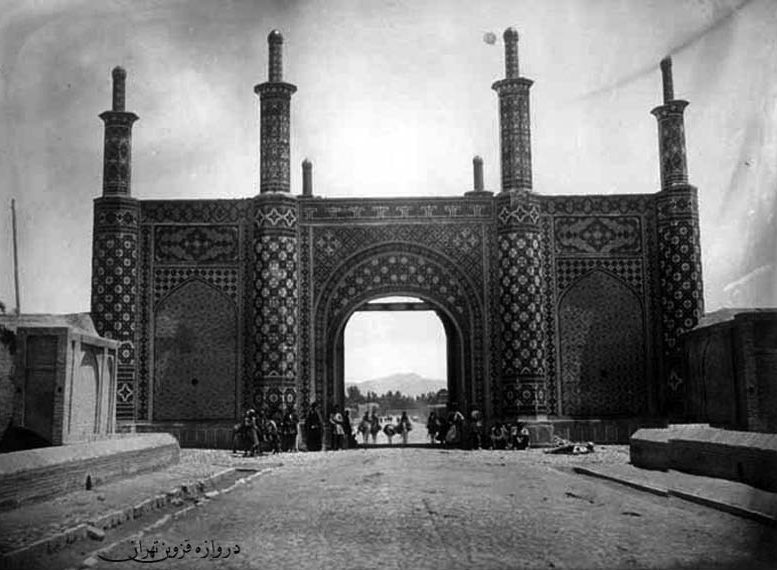
دروازه قزوین تهران در دوره قاجار

دروازه قزوین یکی از دروازه‌های قدیمی و معروف شهر تهران بود. دروازه قزوین در ورودی خیابان قزوین (میدان قزوین کنونی) ساخته شد. معمار این دروازه استاد تقی محمدپور از معماران قدیمی و به نام دوره پهلوی اول و ابتدای پهلوی دوم می‌باشد که در زمینه معماری و طرح و نقش کاشیکاری نیز استاد بود. از دیگر آثار وی می‌توان به کاشیکاری و طراحی بخش‌هایی از سر در باغ ملی در خیابان حسن‌آباد تهران اشاره کرد.

## پیشینه
در زمان شاه تهماسب صفوی در ۹۶۴ هجری قمری نخستین برج و باروی شهر تهران ساخته شد. طول این بارو شش هزار گام بود و چهار دروازه بیشتر نداشت که دروازه قزوین در مدخل کنونی بازارچهٔ قوام‌الدوله و شاهپور (وحدت اسلامی) واقع بود.
با گسترش شهر تهران در زمان ناصرالدین شاه، برج و باروی شاه تهماسبی را خراب کرده و با خاک آن خندق‌های اطراف بارو را پر نمودند. سپس شهر تهران را به تقلید از نقشهٔ شهر پاریس به صورت هندسی یک هشت ضلعی نامتساوی‌الاضلاع گسترش دادند و ۱۲ دروازه در اطراف آن احداث نموده و دورش را خندق کشیدند و دروازه قزوین در ورودی خیابان قزوین (میدان قزوین کنونی) ساخته شد. دروازه‌های جدید به سبک معماری صفوی ساخته شده بود و با کاشیکاری‌های براق و متنوع تزئین شده بود.

## بازسازی و باززنده‌سازی
در ۱۳۸۰ شهرداری منطقهٔ ۱۱ و سازمان زیباسازی اقدام به اجرای پروژهٔ آرام‌سازی و بهسازی میدان قزوین نمود و پس از آن در ۱۳۸۴ با هدف احیای دروازه‌های قدیمی تهران به صورت نمادین و با توجه به اسناد تاریخی، اقدام به بازسازی دروازه قزوین نمود که اکنون این دروازه با سازه‌ای بتونی و نمایی آجری در میدان قزوین تهران بنا شده است.
امروزه این میدان و خیابان‌های اطراف و منتهی به آن از مراکز پخش پیچ و مهره و واشرآلات می‌باشد و می‌توان گفت از تخصصی‌ترین مراکز این قطعات صنعتی در ایران می‌باشد.